# 바체로렛테와오와라나이
〈バチェロレッテは終わらない〉(바체로렛테와오와라나이)는 2016년 7월 27일에 발매된 파스포☆의 메이저 데뷔 15번째 싱글이다.

### 수록곡
1. 바체로렛테와오와라나이
2. 7’s Up
3. 바체로렛테와오와라나이（Instrumental）
4. 7’s Up（Instrumental）

### 특전
- 바체로렛테와오와라나이 MV & 메이킹
- 7’s Up 라이브 영상.